# Nectria cinnabarina
 (juin 2008).
Si vous disposez d'ouvrages ou d'articles de référence ou si vous connaissez des sites web de qualité traitant du thème abordé ici, merci de compléter l'article en donnant les références utiles à sa vérifiabilité et en les liant à la section « Notes et références ».
Espèce
Nectria cinnabarina, la Nectrie couleur de cinabre, est une espèce de champignons ascomycètes de l'ordre des Hypocreales et de la famille des Nectriaceae. C'est l'espèce type du genre Nectria. Le stade anamorphe est Tubercularia vulgaris.
Ce champignon phytopathogène est responsable du dépérissement nectrien, maladie cryptogamique qui affecte le pommier et d'autres espèces d'arbres ou arbustes (pêcher, groseillier, framboisier).

## Description

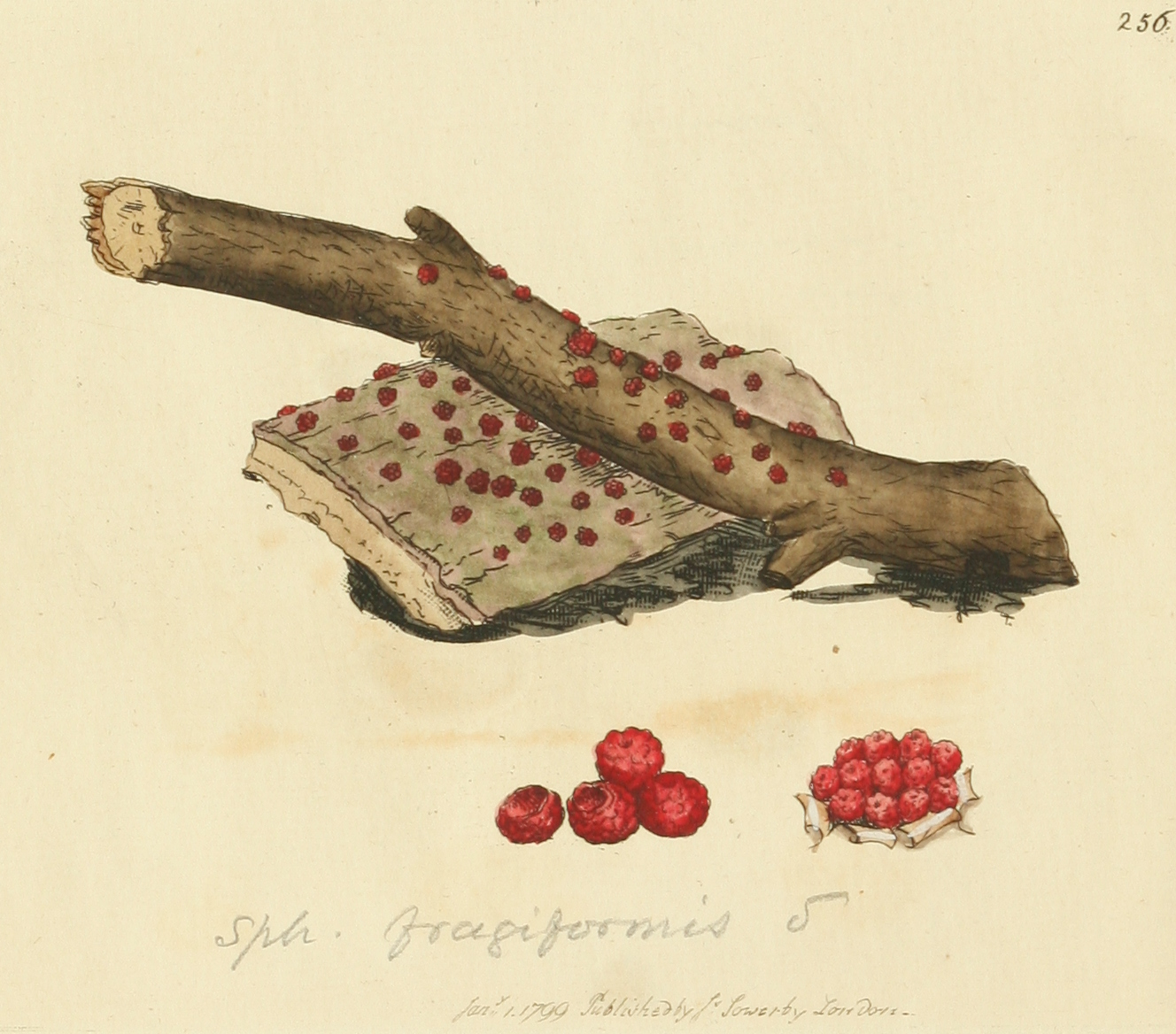
Nectria cinabarina (Illustration ancienne tirée de James Sowerby's Coloured Figures of English Fungi or Mushrooms)

Nectria cinnabarina se caractérise par des périthèces rouges, globuleuses, charnues, verruqueuses, qui deviennent souvent cupulées en séchant, les ascospores sont cloisonnées (1 à 3 cloisons).

## Distribution
L'aire de répartition de Nectria cinnabarina comprend l'ensemble des régions tempérées de l'hémisphère nord.

## Taxonomie
Le nom correct complet (avec auteur) de ce taxon est Nectria cinnabarina (Tode) Fr., 1849.
L'espèce a été initialement classée dans le genre Sphaeria sous le basionyme Sphaeria cinnabarina Tode, 1791.
Ce taxon porte en français les noms vernaculaires ou normalisés suivants : Nectria couleur de cinabre, corail des groseilliers, dépérissement nectrien du framboisier, dépérissement nectrien du groseillier, dépérissement nectrien du pêcher, dépérissement nectrien du pommier, dessèchement des rameaux du groseillier, rouge du mûrier, taches coralliennes du pommier.

### Liste des synonymes
Nectria cinnabarina a pour synonymes :
- Cucurbitaria cinnabarina (Tode) Grev., 1825
- Nectria offuscata Berk. & M.A. Curtis, 1875
- Nectria russellii Berk. & M.A. Curtis, 1875
- Sphaeria celastri Schwein. ex Fr., 1828
- Sphaeria cinnabarina Tode, 1791
- Sphaeria decolorans Pers., 1794
- Sphaeria tremelloides Weigel, 1772
- Tremella purpurea L., 1753
- Tubercularia aesculi Opiz, 1837
- Tubercularia ailanthi Cooke, 1883
- Tubercularia aquifolia Cooke & Massee, 1887
- Tubercularia berberidis Thüm., 1877
- Tubercularia calycanthi Schwein., 1832
- Tubercularia celastri Schwein., 1832
- Tubercularia confluens Pers., 1801
- Tubercularia conorum Cooke & Massee, 1887
- Tubercularia coryli Paol., 1887
- Tubercularia discoidea Pers., 1796
- Tubercularia euonymi Roum., 1879
- Tubercularia filicis Lasch, 1854
- Tubercularia granulata Pers., 1801
- Tubercularia hamata Ellis & Everh., 1894
- Tubercularia hysterina Corda, 1837
- Tubercularia miniata Earle, 1901
- Tubercularia minor Link, 1825
- Tubercularia mutabilis Nees ex Link, 1825
- Tubercularia pteleae Oudem., 1903
- Tubercularia radicalis Schwein., 1832
- Tubercularia rhamni Paol., 1887
- Tubercularia sambuci Corda, 1837
- Tubercularia sarmentorum Fr., 1815
- Tubercularia subdiaphana Schwein., 1832
- Tubercularia vaginata Corda, 1837

### Liste des formes, sous-espèces et variétés
Selon MycoBank (12 février 2024) :
- Nectria cinnabarina * amygdalina P. Karst., 1889
- Nectria cinnabarina f. aceris Chernetsk., 1929
- Nectria cinnabarina f. cinnabarina
- Nectria cinnabarina f. dendroidea Fuckel, 1874
- Nectria cinnabarina f. ribis Rehm, 1882
- Nectria cinnabarina f. solanicola Av.-Saccá, 1922
- Nectria cinnabarina f. stromaticola Hara, 1918
- Nectria cinnabarina subsp. cinnabarina
- Nectria cinnabarina subsp. tiliae P. Karst., 1869
- Nectria cinnabarina var. bunicola Mont., 1859
- Nectria cinnabarina var. cinnabarina
- Nectria cinnabarina var. daphnes Rehm, 1915
- Nectria cinnabarina var. dendroidea (Fuckel) Wollenw., 1926
- Nectria cinnabarina var. effusa Theiss., 1911
- Nectria cinnabarina var. hypocreaeformis Hazsl., 1892
- Nectria cinnabarina var. jaraguensis Höhn., 1907
- Nectria cinnabarina var. levior Sacc.
- Nectria cinnabarina var. minor Wollenw., 1926
- Nectria cinnabarina var. obscurata Rehm
- Nectria cinnabarina var. oligocarpa Feltgen
- Nectria cinnabarina var. ribis (Tode) Wollenw., 1930
- Nectria cinnabarina var. tiliae (P. Karst.) P. Karst., 1873
- Nectria cinnabarina var. veneta Weese, 1912

## Dépérissement nectrien
Le dépérissement nectrien, ou maladie des taches coralliennes ou encore maladie du corail, est une maladie cryptogamique provoquée par un champignon ascomycète de la famille des Nectriaceae, Nectria cinnabarina.
Cette maladie affecte les arbres et arbustes ligneux de nombreuses espèces, en particulier les pommiers, pêchers, framboisiers et groseilliers, mais aussi souvent les érables et quelques autres espèces telles que les ormes, les chênes ou les albizia.
Elle attaque généralement les branches mortes, mais peut aussi se développer sur des rameaux affaiblis par diverses causes, grêle, gel ou blessures d'insectes.
Elle se manifeste par l'apparition sur le bois des rameaux de fructifications sous forme de petits coussinets beiges, orange ou rouge vif d'un à deux millimètres de diamètre. La couleur varie selon l'espèce attaquée. L'infection de la plante se fait à l'occasion de blessures et se conserve sous forme de mycélium dans les tissus infectés.
Il ne faut pas confondre la maladie du corail avec les fructifications beaucoup plus grosses de lycogale arboricole (Lycogala epidendrum) qui s'attaque au bois mort.
Supprimer les parties atteintes et bien mastiquer avec un mastic associé à un fongicide.

## Publication originale
- Fries, EM, Summa vegetabilium Scandinaviae, vol. 2, 1849, p. 259-572